# 鎌田光政
鎌田 光政（かまた みつまさ）は、平安時代末期の武将。名は政光、正親ともいわれる。源義朝の乳兄弟である鎌田政清の子（鎌田政治の子という説もある）。

## 経歴
軍記物語『源平盛衰記』では兄・盛政と共に義経四天王の1人として活躍し、屋島の戦いにて、射落畠で平教経と戦い討死する。盛政は一ノ谷の戦いで討ち死にしている。
『義経記』には政清の子として鎌田 正近（かまた まさちか）通称は三郎が登場し、僧となって正門坊（唱門坊）と名乗り、牛若丸に出生の秘密を告げる。
なお、鎌田盛政・光政兄弟の存在が書かれているのは『源平盛衰記』のみであり、『平家物語』や史料である『吾妻鏡』、系図などでは見られない。正近は『義経記』のみに登場する。
碑が香川県高松市牟礼町にある。